# Joseph Eppich
Joseph Eppich (* 1823; † nach 1857) war ein österreichischer Theaterschauspieler, Operetten- und Opernsänger (Tenor).

## Leben
Eppich, der ältere Bruder des Opernsängers Franz Eppich (1835–1893), debütierte 1847 am Theater Graz. 
Danach war er von 1849 bis 1850 am Theater von Brünn, von 1850 bis 1851 am Lemberger Opernhaus, von 1851 bis 1856 am Hamburger Opernhaus auf und von 1856 bis 1859 war er am Opernhaus von Frankfurt am Main verpflichtet.
1858 verlor er seine Stimme und musste sich daher gänzlich von der Bühne zurückziehen.
Erwähnenswerte Partien sind die Titelrolle in Méhuls Joseph, der „Raoul“ in den Hugenotten von Giacomo Meyerbeer, der Titelheld im Propheten, auch Meyerbeer, und der „Walther“ in Weibertreue.